# CSMA/CA
El Carrier Sense Multiple Access With Collission Avoidance (CSMA/CA) és un protocol de control de xarxa utilitzat per evitar col·lisions entre els paquets de dades. S'usa normalment en xarxes sense fil, ja que no poden transmetre i rebre alhora.
Cada dispositiu indica que vol transmetre abans de fer-ho, d'aquesta manera s'evita que altres dispositius enviïn informació i es produeixin col·lisions.
- Si el canal és lliure, espera un temps i si continua lliure transmet.
- Si el canal és ocupat, espera que estigui lliure.

Aquest protocol té principalment dos problemes:
- Una estació creu que el canal és lliure, però en realitat és ocupat per un altre node el qual no sent. Aquest és el problema del node ocult[1]
- Una estació creu que el canal és ocupat, però en realitat és lliure perquè el node que escolta no li interferirà la transmissió.